# Veracocha
Cet article court présente un sujet plus développé dans : Vincent de Moor et Ferry Corsten.
Veracocha est un pseudonyme inspiré de Viracocha utilisé par Vincent de Moor et Ferry Corsten. 
Seul le titre Carte Blanche pour Positiva Records et le remix d’Ayla ont été réalisés sous ce nom.